# Norrskog
Norrskog är en småort i Svedala socken i Svedala kommun i Skåne län. Orten har 62 invånare (2010) och en yta på 5 hektar.